# Адеми, Альбион
Альбион Адеми (фин. Albion Ademi; род. 19 февраля 1999[…], Турку) — албанский и финский футболист, полузащитник клуба «Юргорден», выступающий на правах аренды за «Вернаму».

## Клубная карьера
Является воспитанником ТПС, в котором и начал профессиональную карьеру. В его составе первую игру в Юккёнене, второй по силе лиге Финляндии, провёл 2 мая 2015 года в матче против «Джаза». В общей сложности в составе родного клуба провёл 10 матчей. В июле 2016 года перешёл в другой клуб из Турку — «Интер». В его составе дебютировал в чемпионате Финляндии в гостевой игре с СИК, появившись на поле на 24-й минуте вместо получившего травму Ги Гнабую. В сезонах 2016 и 2017 годов на правах аренды провёл несколько матчей за ЕИФ. Во второй половине сезона 2017 года выступал в составе «Кеми Сити». По окончании аренды вернулся в «Интер», где с начала следующего сезона стал регулярно появляться на поле в составе основной команды. В розыгрыше кубка страны Адеми принял участие в шести матчах и забил в них шесть мячей. В одном из них против резервной команды «Хонки» забил четыре мяча, благодаря чему его команда победила со счётом 7:0. В розыгрыше турнира «Интер» добрался до финала, где с минимальным счётом обыграл ХИК и стал обладателем трофея.
30 декабря 2019 года перебрался в «Мариехамн», с которым подписал контракт, рассчитанный на один год, с возможностью продления ещё на один. Впервые в составе нового клуба появился на поле 21 января 2020 года против своей бывшей команды, выйдя в стартовом составе и покинув поле на последней минуте встречи. В общей сложности за сезон, проведённый в «Мариехамне», Адеми принял участие в 26 встречах и забил 14 мячей, заняв второе место в списке бомбардиров чемпионата, уступив Роопе Риски, забившему 16 голов.
22 января 2021 года стал игроком шведского «Юргордена», подписав с клубом контракт на четыре года. 21 февраля провёл первую игру в рамках группового этапа кубка Швеции с «Браге», заменив на 69-й минуте Эдварда Чилуфью. 25 апреля состоялся дебют Адеми в чемпионате Швеции. В матче с «Варбергом» он появился на поле на последних минутах встречи вместо Никласа Беркрота.

## Карьера в сборной
Выступал за юношеские сборные Финляндии различных возрастов. В июле 2018 года в составе сборной до 19 лет принимал участие в домашнем чемпионате Европы. Сыграл в двух матчах с Италией и Португалией на групповом этапе, в рамках которого финны заняли последнее место в турнирной таблице.
31 августа 2018 года Адеми получил вызов в молодёжную сборную Албании на товарищеский матч с итальянцами. 11 сентября дебютировал за сборную в этом матче, появившись на поле в стартовом составе и отыграв 86 минут. В октябре также был вызван в сборную на матчи отборочного турнира чемпионата Европы с Испанией и Эстонией, однако, не смог принять в них участия из-за отсутствия разрешения со стороны ФИФА.

## Достижения
Интер (Турку):
- Обладатель Кубка Финляндии: 2017/18
- Серебряный призёр чемпионата Финляндии: 2019

## Клубная статистика
| Выступление      | Выступление      | Выступление      | Лига | Лига | Кубки | Кубки | Конт. кубки | Конт. кубки | Итого | Итого |
| Клуб             | Лига             | Сезон            | Игры | Голы | Игры  | Голы  | Игры        | Голы        | Игры  | Голы  |
| ---------------- | ---------------- | ---------------- | ---- | ---- | ----- | ----- | ----------- | ----------- | ----- | ----- |
| ТПС              | Юккёнен          | 2015             | 10   | 2    | 1     | 0     | 0           | 0           | 11    | 2     |
| ТПС              | Итого            | Итого            | 10   | 2    | 1     | 0     | 0           | 0           | 11    | 2     |
| Интер (Турку)    | Вейккауслига     | 2016             | 2    | 0    | 0     | 0     | 0           | 0           | 2     | 0     |
| Интер (Турку)    | Вейккауслига     | 2017             | 3    | 0    | 5     | 2     | 0           | 0           | 8     | 2     |
| Интер (Турку)    | Вейккауслига     | 2018             | 25   | 4    | 6     | 6     | 0           | 0           | 31    | 10    |
| Интер (Турку)    | Вейккауслига     | 2019             | 11   | 1    | 0     | 0     | 1           | 0           | 12    | 1     |
| Интер (Турку)    | Итого            | Итого            | 41   | 5    | 11    | 8     | 1           | 0           | 53    | 13    |
| → ЕИФ            | Юккёнен          | 2016             | 2    | 0    | 0     | 0     | 0           | 0           | 2     | 0     |
| → ЕИФ            | Юккёнен          | 2017             | 2    | 0    | 0     | 0     | 0           | 0           | 2     | 0     |
| → ЕИФ            | Итого            | Итого            | 4    | 0    | 0     | 0     | 0           | 0           | 4     | 0     |
| → Кеми Сити      | Вейккауслига     | 2017             | 14   | 2    | 0     | 0     | 0           | 0           | 14    | 2     |
| → Кеми Сити      | Итого            | Итого            | 14   | 2    | 0     | 0     | 0           | 0           | 14    | 2     |
| Мариехамн        | Вейккауслига     | 2020             | 22   | 14   | 4     | 0     | 0           | 0           | 26    | 14    |
| Мариехамн        | Итого            | Итого            | 22   | 14   | 4     | 0     | 0           | 0           | 26    | 14    |
| Юргорден         | Алльсвенскан     | 2021             | 8    | 0    | 6     | 2     | 0           | 0           | 14    | 2     |
| Юргорден         | Итого            | Итого            | 8    | 0    | 6     | 2     | 0           | 0           | 14    | 2     |
| Всего за карьеру | Всего за карьеру | Всего за карьеру | 99   | 23   | 22    | 10    | 1           | 0           | 122   | 33    |